# 끝이 좋으면 다 좋아

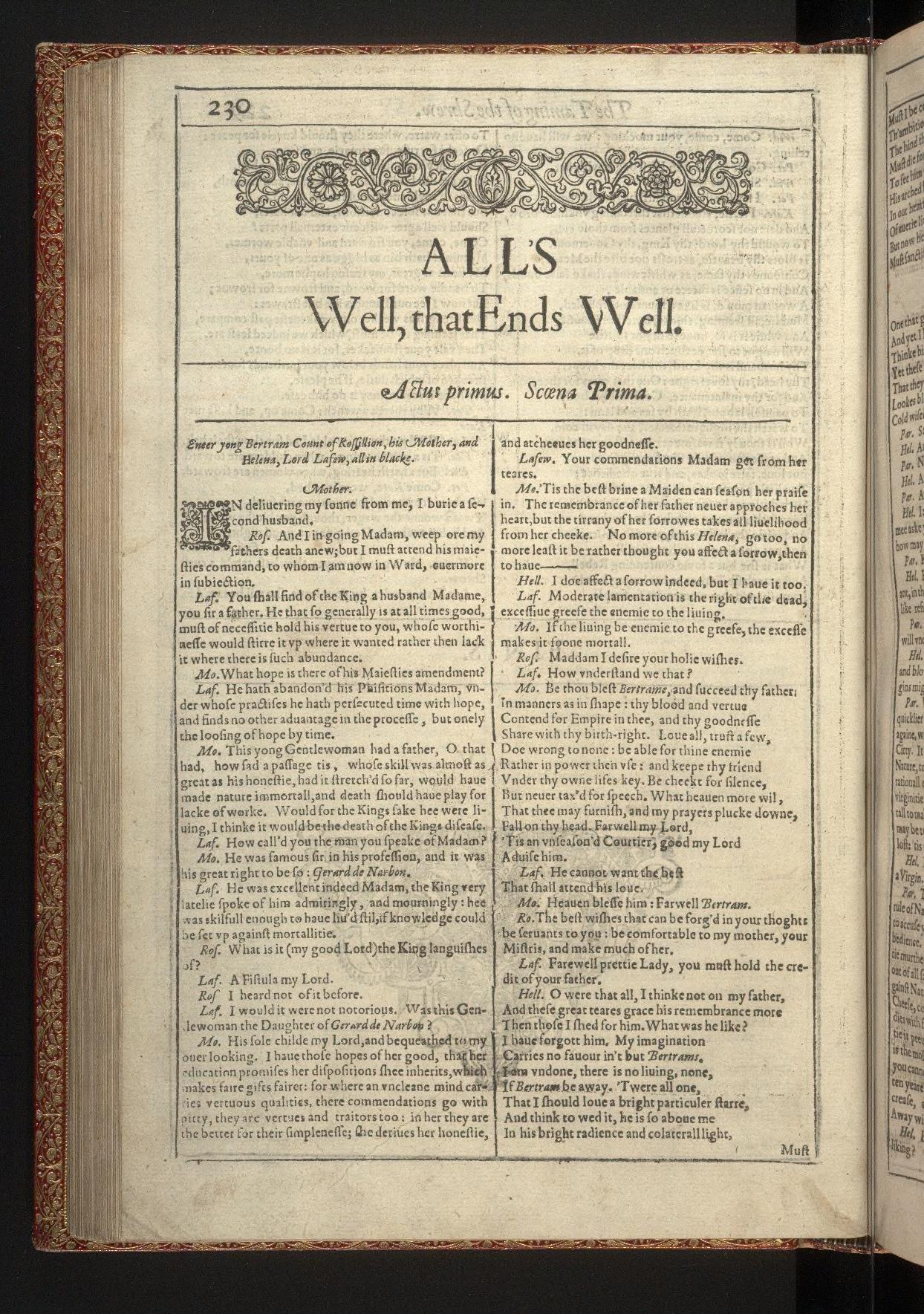

《끝이 좋으면 다 좋아》(All's Well That Ends Well)는 윌리엄 셰익스피어가 1602년에서 1605년 사이에 만든 희곡이다. 조반니 보카치오의 희곡 《데카메론》 중 세 번째 날의 아홉 번째 이야기를 바탕으로 제작되었다.

## 줄거리
명의인 아버지가 죽자 그의 딸 헬레나 (Helena)는 후견인인 로실리온 (Roussillon) 백작 부인의 집으로 들어간다. 그곳에서 백작 부인의 아들 버트람 (Bertram)을 만나 짝사랑하게 되지만 버트람은 관심이 없다. 이에 헬레나는 버트람을 쫓아 파리로 건너가 프랑스 국왕의 병을 고쳐 주고 그 대가로 버트람과 결혼하지만 버트람은 이를 받아들이지 않다가 우여곡절 끝에 헬레나를 인정하고 사랑하게 된다.

## 등장 인물

### 헬레나
명의 제라드 드 나본의 딸. 버트람을 짝사랑하여 프랑스 국왕의 병을 고쳐 주고 우여곡절 끝에 버트람에게 인정받는다.

### 버트람
로실리온의 젊은 백작. 헬레나와의 결혼을 받아들이지 않다가 우여곡절 끝에 헬레나를 인정하고 사랑하게 된다.

### 과부
헬레나가 버트람의 인정을 받는 것을 돕는 인물.

### 패롤리스
버트람의 가신. 불한당이며 허풍선이.

### 백작 부인
버트람의 어머니이자 헬레나의 후견인. 헬레나를 아낀다.

## 같이 보기
- 윌리엄 셰익스피어
- 셰익스피어의 희곡